# بیلی کید (بازیکن فوتبال)
بیلی کید (انگلیسی: Billy Kidd؛ ۳۱ ژانویه ۱۹۰۷ – ۱۹۷۸ (۷۰−۷۱ سال)) بازیکن فوتبال اهل بریتانیا بود.
از باشگاه‌هایی که در آن بازی کرده‌است می‌توان به باشگاه فوتبال چسترفیلد اشاره کرد.